# Childiidae
Famille
Les Childiidae sont une famille de l'embranchement des Acoela.

## Liste desgenres
- Childia Graff, 1910
- Paraphanostoma Westblad, 1942

## Référence
- Dörjes, 1968 : Die Acoela (Turbellaria) der deutschen Nordseeküste und ein neues System der Ordnung. Zeitschrift für Zoologische Systematik und Evolutionsforschung 6 pp.56-452.